# Calcestruzzo

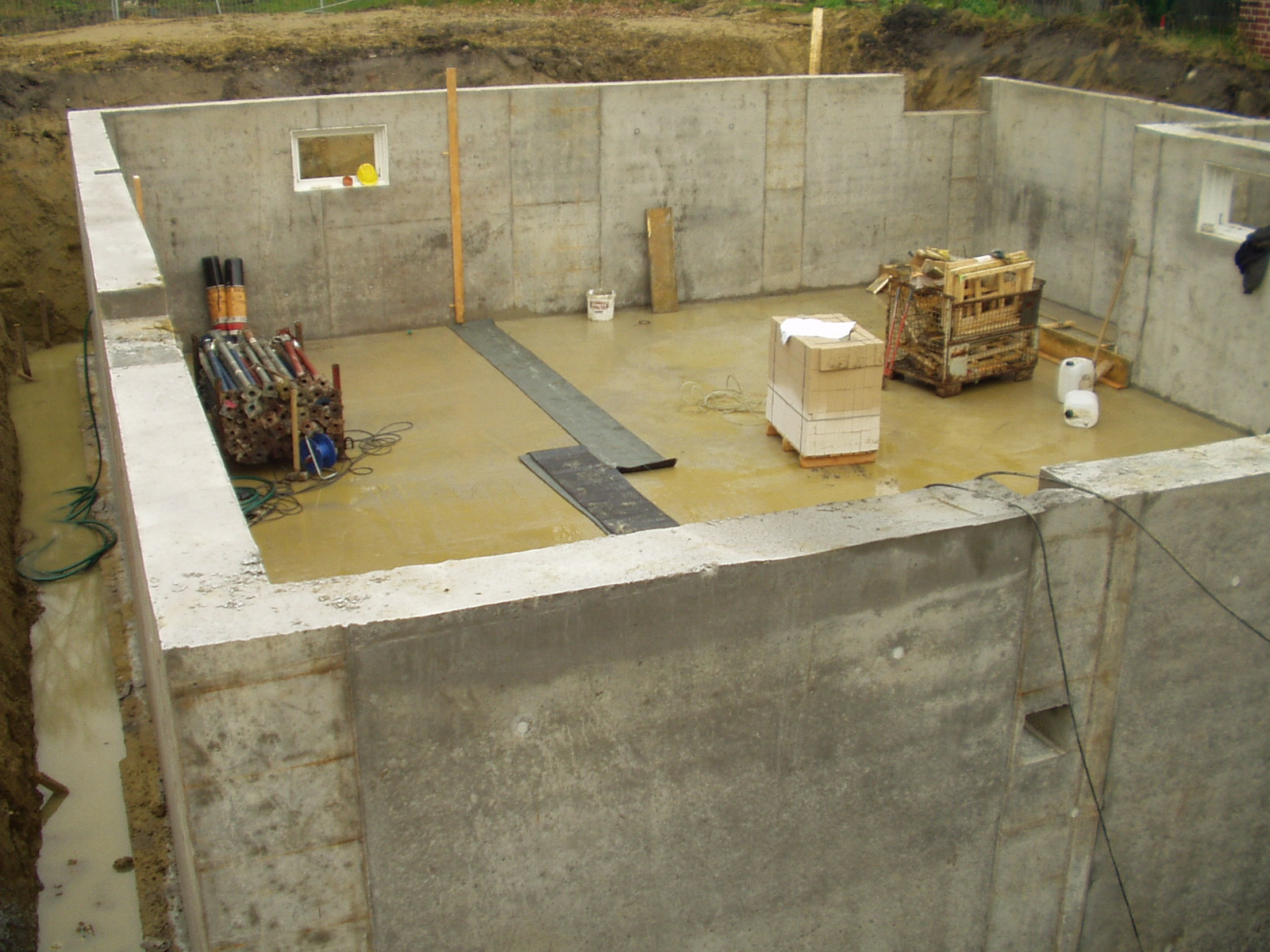
Interrato di una casa realizzato in calcestruzzo

Il calcestruzzo (spesso abbreviato cls.) è un materiale da costruzione, conglomerato artificiale costituito da una miscela di legante, acqua e aggregati fini e grossi (sabbia e ghiaia) e con l'aggiunta, secondo le necessità, di additivi e/o aggiunte minerali che influenzano le caratteristiche fisiche o chimiche, nonché le prestazioni, del conglomerato sia fresco sia indurito.
Nel XXI secolo il legante utilizzato per confezionare calcestruzzi è il cemento, ma in passato sono stati realizzati calcestruzzi che utilizzavano leganti differenti come la calce aerea o idraulica. Raramente è stato utilizzato anche il gesso per realizzare calcestruzzi “poveri”.
Il calcestruzzo fresco viene gettato all'interno dei casseri e costipato con vibratori, ma esistono formulazioni moderne del calcestruzzo dette “autocompattanti” (SCC), fondamentali nell'architettura contemporanea in quanto assicurano un facciavista omogeneo e uniforme, non richiedono vibrazione, e si costipano per forza di gravità.
Il cemento, idratandosi con l'acqua, fa presa e indurisce conferendo alla miscela una resistenza meccanica tale da renderla assimilabile a una roccia.
È oggi utilizzato per realizzare le parti strutturali di un edificio ed è il materiale da costruzione più impiegato nel mondo.

## Etimologia
Il termine calcestruzzo deriva dal latino calcis structio ("struttura di calce") e nel 1800 era spesso chiamato anche "calcistrutto". Non si tratta di quello utilizzato da Marco Vitruvio Pollione nel suo trattato De architectura, dove tale tecnica viene definita come opus caementicium. Nella descrizione contenuta nel De architectura, il termine caementum (dal verbo caedo che significa tagliare in pezzi) indicava il rottame di pietra usato per confezionare il calcestruzzo.
Il termine caementum dal latino classico, divenuto cementum nel latino volgare, conservò prima il significato di "rottame di pietra", per poi assumere nel tardo Medioevo, con il termine italiano di cemento, il significato di tutto il conglomerato, cioè l'attuale calcestruzzo. Solo alla fine del XVIII secolo il termine cemento assunse quello attuale di legante idraulico, mentre al conglomerato venne definitivamente assegnato il termine calcestruzzo.

## Storia

### Invenzione e migliorie nel tempo

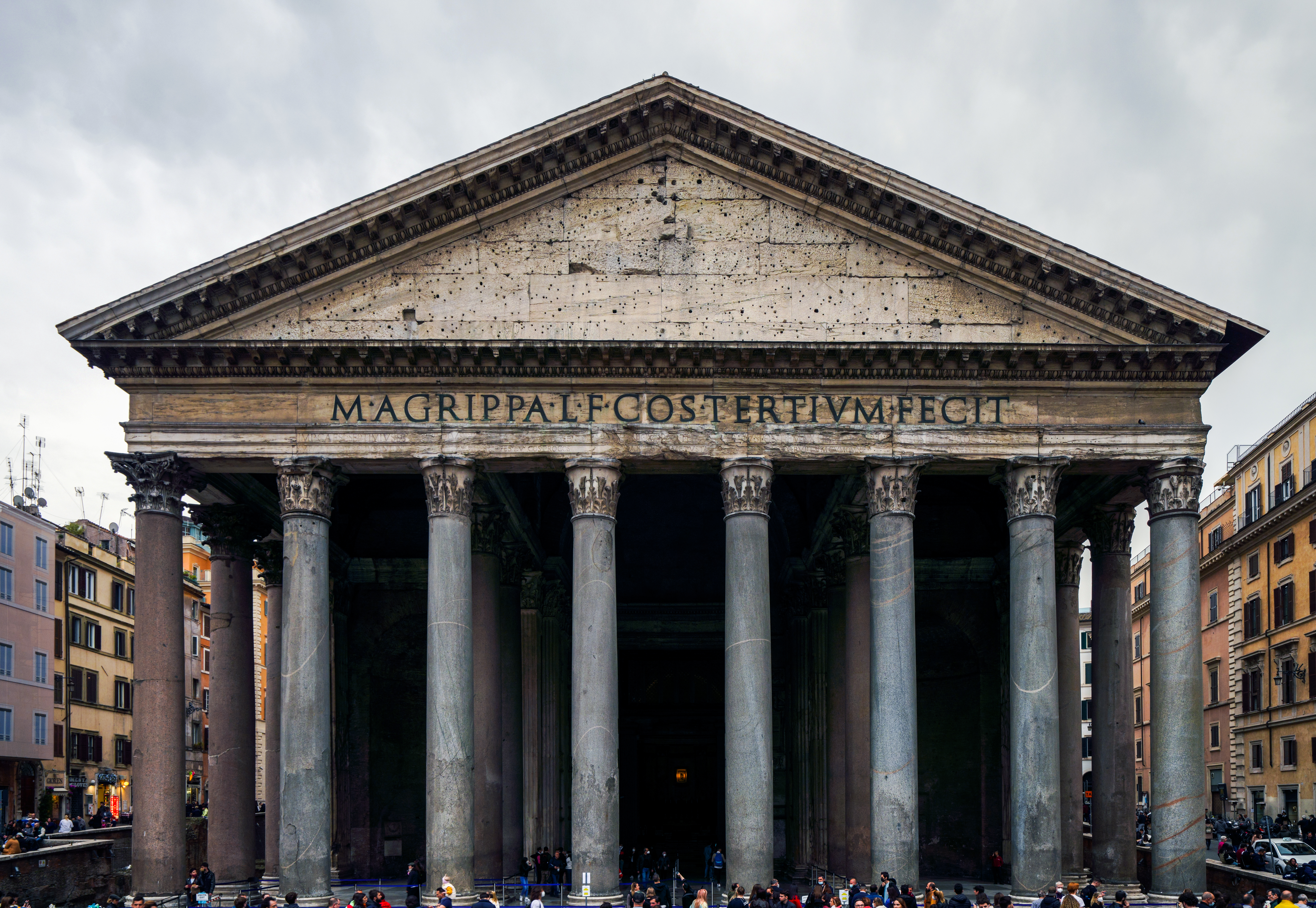
Il Pantheon a Roma, la cui cupola è in calcestruzzo

Il notevole pregio riconosciuto al calcestruzzo dai suoi primi utilizzatori era la possibilità di ottenere rocce artificiali di qualsiasi forma voluta.
È difficile precisare quali siano le origini della tecnica di costruire in conglomerato, poiché pare che già gli Assiri e gli Egizi realizzassero costruzioni impiegando materiale minuto.
Anche i Greci conoscevano questa tecnica, avendola utilizzata per la realizzazione del serbatoio di Sparta e altre costruzioni di cui rimane ancora traccia.
Furono però i Romani a darle grande impulso, utilizzandola per la realizzazione di un notevole numero di opere, ancora oggi in buono stato di conservazione. I romani impiegavano il calcestruzzo nelle costruzioni di strade, nelle fondazioni e nelle costruzioni murarie. Le tecniche dell'opus incertum, dell'opus reticulatum e dell'opus caementicium sono descritte da Vitruvio nel suo De Architectura. L'opus caementicium consisteva nell'elevare muri deponendo strati sovrapposti di malta e materiali inerti. I paramenti esterni in mattoni o pietre squadrate, che fungevano da casseri permanenti, venivano rapidamente riempiti di malta, all'interno della quale erano conficcati rottami di pietra o mattone. 
Costruzioni come il pantheon di Roma, che vanta la più grande cupola di calcestruzzo non armato al mondo, erano costruite mescolando ad alta temperatura la pozzolana, acqua e calce viva (ossido di calcio), accelerando la presa e il consolidamento del calcestruzzo e permettendo una costruzione più rapida. Ciò conferita ai manufatti straordinarie proprietà di auto-riparazione.
Anche l'invenzione del legante non è di epoca romana, dato che può essere fatta risalire al III millennio a.C., quando in Egitto era utilizzata la malta di gesso per la realizzazione di paramenti murari in conci di pietra. Fino a quando il legante della malta era costituito soltanto dalla calce, l'indurimento del calcestruzzo avveniva con estrema lentezza, poiché il progressivo consolidamento di una malta a base di calce è dovuto alla reazione dell'idrossido di calcio con l'anidride carbonica presente nell'aria con la successiva produzione di carbonato di calcio. Essendo quasi nulla la possibilità di contatto tra la calce idrata interna all'opus caementicium e l'anidride carbonica presente nell'aria, la reazione avveniva molto lentamente con prodotti finali a bassa resistenza. In alcune antiche costruzioni murarie in calcestruzzo confezionato con legante a base di calce sono state trovate, anche a distanza di vari secoli, quantità significative di calce non ancora trasformata in carbonato di calcio e quindi non ancora indurita.
L'opus caementicium fu portato al massimo grado di perfezione a partire dal I secolo a.C. quando la sabbia costituente la malta venne sostituita in parte o in tutto da pozzolana (pulvis puteolana) o da cocciopesto. La scoperta della pozzolana segnò una rivoluzione nella realizzazione di opere murarie. Infatti Vitruvio nel II libro del De Architectura scrive che la pozzolana di Baia o di Cuma fa gagliarda non solo ogni specie di costruzione ma in particolare quelle che si fanno in mare sott'acqua. Grazie al comportamento pozzolanico della pozzolana e del cocciopesto il calcestruzzo faceva presa e induriva, anche in acqua, senza la necessità del contatto con l'aria, consentendo così la produzione di malte ad alta resistenza e rapido indurimento.
Con la caduta dell'Impero romano d'Occidente cominciò, soprattutto lontano da Roma, un inesorabile declino nella qualità delle costruzioni e la maniera di realizzare calcestruzzo come facevano i Romani venne dimenticata perché fu abbandonato l'impiego della pozzolana. Tale declino proseguì per tutto il medioevo. Durante il medioevo venne progressivamente dimenticata la tecnologia del calcestruzzo in favore di più semplici metodologie costruttive, sostituendo il legante cemento con grassello di calce.
Con il risveglio umanistico, soprattutto dopo il XIV secolo, si tradussero e si rilessero i testi latini di Plinio il Vecchio e di Vitruvio. È del 1511 la riedizione del De Architectura curata da un domenicano, Giovanni Monsignori (Fra' Giocondo). A questa seguirono numerosissime altre traduzioni, che contribuirono a chiarire sempre più il segreto di fare il calcestruzzo secondo i Romani. Così, soprattutto nella Francia del Settecento, si riscoprì l'arte del ben costruire opere in calcestruzzo.
In questo continuo avvicinamento all'odierno calcestruzzo di cemento, vi fu la scoperta rivoluzionaria della calce idraulica da parte dell'ingegnere britannico John Smeaton. Questi, nella realizzazione del faro di Eddystone utilizzò, al posto della miscela calce - pozzolana, la prima calce idraulica da lui ottenuta dalla cottura di calcare contenente una discreta quantità (circa 11%) di impurezze argillose.
La scoperta della calce idraulica segna la transizione dal calcestruzzo romano a quello moderno, giacché gli sperimentatori, soprattutto con l'ausilio della nuova scienza chimica appena nata con Lavoisier sono in grado di governare un nuovo processo di sintesi che porterà prima alla calce idraulica artificiale e più tardi al moderno cemento Portland. Infatti, una volta scoperto che le impurità di silice e allumina, presenti nell'argilla che accompagnano naturalmente alcuni calcari, sono responsabili della formazione dei silicati e alluminati di calcio capaci di indurire sott'acqua, s'iniziarono le sperimentazioni nella cottura di miscele artificiali di calcare e argilla a temperatura sempre più elevata fino ad arrivare a una rudimentale scarificazione del prodotto finale.
Soprattutto in Inghilterra e in Francia, tra la fine del Settecento e l'inizio dell'Ottocento, fiorirono invenzioni, brevetti e iniziative industriali che portarono alla produzione dei primi leganti idraulici industriali, chiamati cementi. In particolare nel 1796 Parker fabbrica il primo cemento a presa rapida (cemento Parker o cemento romano), cuocendo nei suoi forni da calce le concrezioni marnose contenute nelle argille del Tamigi, mentre nel 1800 Lesage ottiene un materiale idraulico di alta resistenza calcinando i ciottoli calcarei di Boulogne sur Mer.
Generalmente lo spartiacque che segna la transizione tra la calce idraulica di Smeaton e il cemento Portland realizzato viene fissato al 1818, data nella quale l'ingegnere Vicat definisce la formula della calce idraulica artificiale.
Il primo industriale ad aver fabbricato cemento idraulico a lenta presa pare sia stato, nel 1824, un fornaciaro di York, Joseph Aspidin, il quale diede al prodotto il nome di cemento Portland, a causa della somiglianza tra la malta e il conglomerato formati con quel cemento con un calcare compatto dell'isola di Portland in Inghilterra.
Nel 1844 J.C. Johnson mise in evidenza l'importanza dei processi di cottura ad alte temperature che portavano alla formazione del clinker, prodotto finale del procedimento. Infatti, mentre per la cottura della calce idraulica si richiedono 600 - 700 °C, si devono raggiungere i 1.600 °C e più per ottenere i cementi a lenta presa, poiché deve prodursi un principio di vetrificazione.
Nel 1860 M. Chatelier stabilì la composizione chimica del cemento consentendo così la produzione industrializzata del calcestruzzo.

### Invenzione del calcestruzzo armato

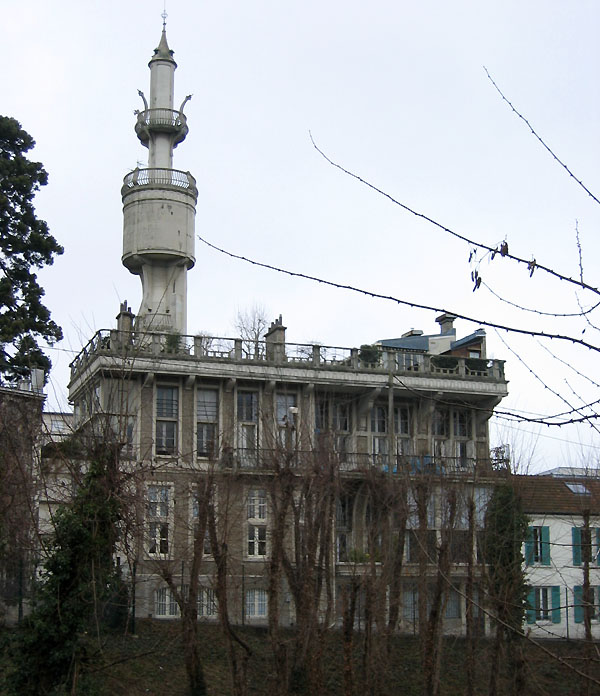
La Maison Hennebique, villino in calcestruzzo armato che Hennebique si costruì a Bourg-la-reine

La notevole diffusione del calcestruzzo si è però avuta con l'avvento del calcestruzzo armato. Il composto infatti ha ottima resistenza a compressione ma scadente resistenza a trazione e questo ne ha limitato l'uso per decenni.
La data di nascita del calcestruzzo armato è difficilmente individuabile, ma certamente è nel XIX secolo, grazie alla rivoluzione industriale che portò a un'eccezionale produzione dei due materiali costituenti: acciaio e cemento, che si è avuto la sua diffusione su vasta scala.
Da un punto di vista strettamente tecnico, l'idea di utilizzare il ferro come materiale resistente a trazione in abbinamento con altri materiali resistenti a compressione, come la pietra, si può trovare già nei secoli XVII e XVIII in Francia. Esempi di tale abbinamento sono il Colonnato Est del Louvre realizzato da Perrault e il pronao della chiesa Sainte-Geneviève a Parigi realizzato da Rondelet. Le evidenti difficoltà insite nell'unione dell'acciaio con la pietra hanno limitato l'uso di tale tecnologia a poche opere di particolare interesse e impegno. L'idea statica però ha successivamente trovato pratica realizzazione quando si è abbinato l'acciaio a un materiale plastico come è il conglomerato cementizio. Già a partire dalla fine del XVIII secolo, il principio viene descritto e sperimentato da numerosi costruttori come Loriot, Fleuret, e Raucourt de Charleville. Comunque, solo dal 1845, con l'inizio della produzione industriale del cemento artificiale, i tentativi acquistano maggiore importanza.
Nel 1847 Coignet progetta la prima copertura in cemento gettato in casseforme e armato con ferri profilati. Sempre nel 1847, J.L. Lambot progetta un'imbarcazione il cui scafo è ottenuto attraverso il getto di un sottile involucro di calcestruzzo su una maglia di ferri piatti. Lo scafo viene esposto all'Esposizione Universale di Parigi del 1855.
L'idea chiave del calcestruzzo armato: assegnare alle armature il ruolo di elementi tesi in una trave soggetta a flessione va fatta comunque risalire al brevetto del 3 novembre 1877 di Joseph Monier, giardiniere alla Orangerie di Versailles. Con la soletta Monier, il sistema Monier si afferma in Europa negli anni a cavallo del secolo. Il sistema Monier però non è basato su alcuna teoria o approccio sperimentale. Solo nel 1886 le prime analisi teorico - sperimentali sistematiche sulle strutture in cemento armato furono pubblicate dall'ing. Matthias Koenen su una rivista tecnica tedesca. L'anno successivo Koenen e l'ing. G.A. Wayss terminarono la stesura del testo Das System Monier, prima pubblicazione sulla teoria delle strutture in cemento armato.
Nei primi anni dell'impiego reale del calcestruzzo armato, la leadership nel suo sviluppo commerciale fu assunta, soprattutto in Germania e in Austria, dalla ditta Wayss e Freytag con il sistema Monier. Tale situazione rimase inalterata siano al 1892 quando a Parigi esordì un apprendista muratore, François Hennebique. Nel 1892, a cinquant'anni, Hennebique brevettò il sistema Hennebique, che raccoglieva le idee fondamentali del suo autore, selezionate nei suoi anni di attività. In questo sistema la trave era armata con ferri tondi filanti sulla faccia inferiore; alcuni di essi, in prossimità degli appoggi erano rialzati per far fronte agli inevitabili momenti negativi.
Ma la caratteristica più saliente del sistema era la presenza di ferri piatti sagomati a U, i quali, disposti a collegare le armature tese con il calcestruzzo compresso, avevano la funzione di staffe, atte ad assorbire gli sforzi taglianti. Con tali caratteristiche il brevetto Hennebique riassumeva le migliori scoperte dei precedenti venti anni di attività nel settore. Sul suo brevetto Hennebique costruì un impero imprenditoriale e nel 1896 fondò anche la rivista Le Beton Armé, sulla quale venivano pubblicati articoli informativi ad alto contenuto scientifico.
A seguito dei problemi derivanti dall'edificazione dei manufatti costruiti per l'Exposition Universelle del 1900, la Commissione del Cemento Armato elaborò la Circolare Ministeriale del 20 ottobre 1906. Con le Istituzioni Ministeriali il materiale fu sottratto così al controllo dei possessori di brevetti e fu quindi messo a disposizione di ogni imprenditore.

### Era moderna

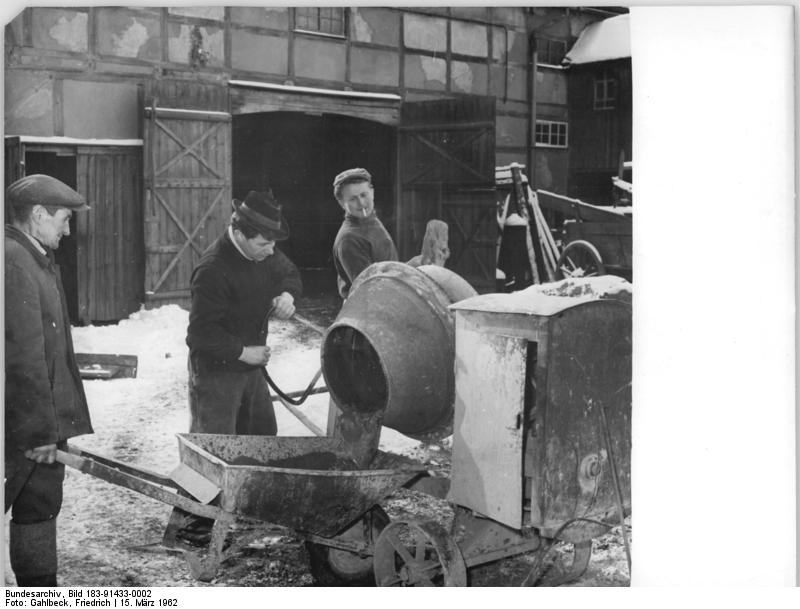
Calcestruzzo confezionato in cantiere

Una decisa evoluzione della qualità del calcestruzzo si è avuta con il passaggio dal "calcestruzzo a dosaggio" nel quale il progettista indicava quantitativamente le caratteristiche principali della miscela tali da garantire un prestabilito Rck (m3 di sabbia, m3 di ghiaia, kg, tipo e classe di resistenza del cemento) al "calcestruzzo a resistenza" nel quale il progettista indicava solo la classe di resistenza del calcestruzzo (Rck).
Recentemente si parla di "calcestruzzo a prestazione", poiché risulta necessario garantire al calcestruzzo anche un'idonea durabilità e lavorabilità.
In questo caso il progettista deve indicare oltre alla classe di resistenza del calcestruzzo anche quella di esposizione e di consistenza, nonché la dimensione nominale massima dell'inerte.
Come si vedrà in seguito, a queste classi corrispondono valori limite dei componenti principali della miscela. Questa evoluzione si è avuta con il passaggio dal calcestruzzo confezionato in cantiere, dove gli operai addetti dovevano limitarsi a inserire nella betoniera i componenti della miscela nelle proporzioni riportate negli elaborati progettuali, a quello preconfezionato prodotto industrialmente presso centrali di betonaggio, che dosando opportunamente la miscela secondo un ciclo di produzione certificato, che prevede anche prove su campioni induriti, garantiscono un prodotto hi-tech che rispetta le classi del calcestruzzo richieste dal progettista.
La qualità del conglomerato si è ulteriormente evoluta in seguito all'introduzione di aggiunte e additivi, che vanno a modificare comportamento e prestazioni delle miscele. Oggi si producono in stabilimento anche manufatti finiti (prefabbricati), anche precompressi, quali i travetti e lastre per la realizzazione di solai in laterocemento.

## Descrizione

### Calcestruzzo fresco
Le caratteristiche importanti del calcestruzzo, come la lavorabilità del conglomerato fresco e la resistenza a compressione di quello indurito, dipendono dal rapporto acqua/cemento (a/c). Quanto dichiarato è espresso da due leggi fondamentali:

#### Legge di Abrams
La legge di Abrams afferma che all'aumentare di a/c diminuisce la resistenza meccanica:
{\displaystyle R={\frac {a_{1}}{{a_{2}}^{\frac {a}{c}}}}}
dove:
- {\displaystyle R} è la resistenza media a compressione
- {\displaystyle a_{1}} e {\displaystyle a_{2}} sono costanti che dipendono dal tipo di cemento, dal tempo di stagionatura (es. 28 giorni), dalla temperatura in cui questa avviene e dalla forma del provino.

#### Regola di Lyse
La  Regola di Lyse afferma che all'aumentare del tenore di acqua aumenta la lavorabilità. Tale regola può essere espressa con due enunciati equivalenti:
- all'aumentare del diametro massimo dell'aggregato, diminuisce l'acqua di impasto necessaria raggiungere una determinata lavorabilità del calcestruzzo fresco, indipendentemente dal dosaggio di cemento;
- fissato il diametro massimo di un determinato aggregato è necessario aumentare l'acqua di impasto per aumentare la lavorabilità del calcestruzzo fresco.

Pertanto a parità di contenuto di cemento risulta maggiormente resistente una miscela con un minore contenuto di acqua.

#### Contenuto ottimale
Il contenuto teorico ottimale di acqua ai fini della resistenza sarebbe quello stechiometrico, pari a 0,28, che consiste nella sola acqua necessaria all'idratazione del legante. Nella realtà tale contenuto di acqua non consente di idratare tutta la massa di cemento perché, trattandosi di un rapporto stechiometrico, non è possibile garantire il contatto di ogni granello di cemento con ogni particella d'acqua. Un rapporto a/c così ridotto conduce pertanto a miscele talmente asciutte da avere l'aspetto di un terreno appena umido e quindi impossibili da lavorare. Si opera perciò con rapporti acqua/cemento più alti e tipicamente tra lo 0,45 e 0,65. Nel suddetto intervallo di valori, al diminuire del rapporto a/c si ha un aumento della durabilità dei manufatti, a discapito però della lavorabilità in fase di posa in opera. Per tale ragione, nelle miscele reali, operando con valori di a/c inferiori a 0,55-0,60 si ricorre all'uso di additivi chimici finalizzati a indurre una maggiore fluidità della miscela a parità di contenuto di acqua. L'acqua citata nel rapporto acqua/cemento è l'acqua globalmente disponibile per l'idratazione, quindi può contribuire anche acqua libera contenuta negli aggregati bagnati o umidi.

#### Maturazione
La quantità d'acqua contenuta nell'impasto influisce anche sulla maturazione del conglomerato cementizio: un rapporto molto elevato, superiore a 0,60, può indurre un'evaporazione intensa nella fase di presa del legante, che può generare una superficie del conglomerato estremamente porosa, una riduzione del grado di idratazione del cemento nella parte corticale e l'insorgere di micro lesioni che possono pregiudicarne la durabilità futura. Appositi additivi servono anche a impedire che ciò avvenga.
La resistenza meccanica del calcestruzzo in opera dipende oltre che dal rapporto a/c anche dal grado di idratazione del cemento. La formula di Powers permette di determinare la resistenza meccanica {\displaystyle R} (in MPa) di una pasta di cemento Portland in funzione sia del rapporto a/c sia del grado di idratazione del cemento α:
{\displaystyle R=K\cdot \left({\frac {0,6790\alpha }{0,3185\alpha +{\frac {a}{c}}}}\right)^{3}}
dove K = 250 MPa quando la porosità capillare è nulla.
Si evince che a parità di rapporto acqua/cemento la resistenza della pasta di cemento, e quindi del calcestruzzo, aumenta con l'aumentare del grado di idratazione.
La resistenza del calcestruzzo in opera dipende anche dal grado di compattazione del materiale e, in presenza di cicli di gelo-disgelo, anche dalla presenza di macrobolle generate da additivi areanti.
Nei manuali, in particolare quelli più datati, per il confezionamento di un metro cubo di calcestruzzo si trova indicata una miscela composta all'incirca da 0,4 m³ di sabbia, 0,8 m³ di inerti grossi (ghiaia o pietrisco), dai 200 ai 400 kg di cemento a seconda delle caratteristiche meccaniche richieste e acqua nella misura del 40-50% in peso del cemento.
Altro dato fondamentale per determinare le caratteristiche del moderno calcestruzzo è la qualità del cemento: vi sono diversi tipi di cemento per diverse esigenze, sostanzialmente classificati in base alla resistenza caratteristica del legante. Tale valore, espresso in kg/cm² (o, nel S.I., in N/mm²), per il cemento convenzionale va dal valore 3,25 al valore 5,25. Maggiore è questo valore, maggiore sarà la resistenza del calcestruzzo a 28 giorni (dosando saggiamente inerti e acqua), e maggiore sarà il costo complessivo delle opere.

### Principali proprietà
Il conglomerato cementizio, come tutti i materiali lapidei, ha una buona resistenza a compressione, cioè si comporta discretamente quando è sottoposto a sforzi di compressione, mentre il suo comportamento agli sforzi di trazione diretta o di trazione per flessione è notevolmente scadente.
Per questi tipi di sollecitazione viene sfruttato l'ottimo connubio con l'acciaio, utilizzato sotto forma di tondini, a cui si demanda l'assorbimento degli sforzi di trazione, dando origine così al materiale composito notoriamente indicato con il nome di calcestruzzo armato.

#### Proprietà meccaniche

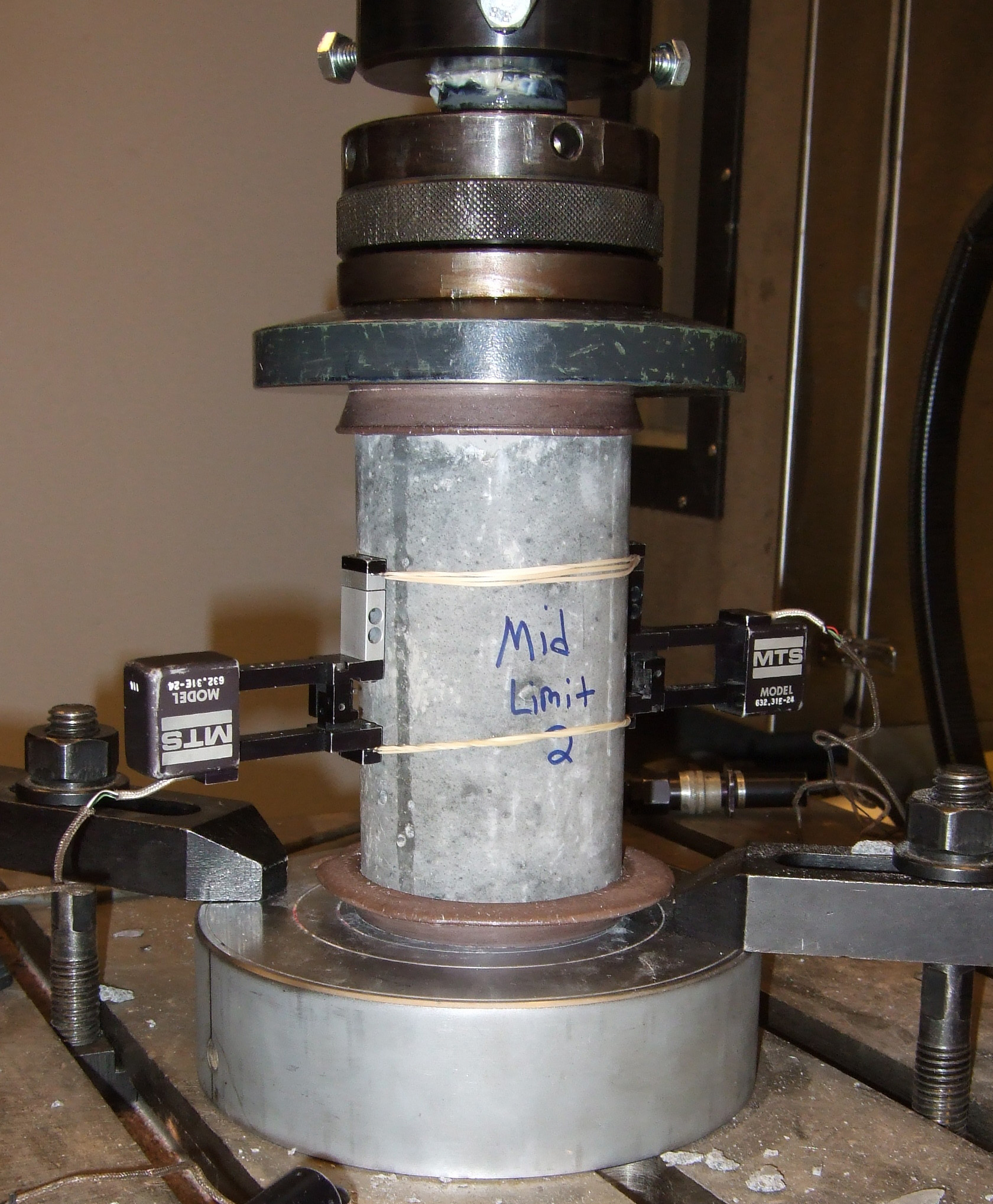
Prova di compressione monoassiale su un provino cilindrico di calcestruzzo

Oggi si classifica la qualità del calcestruzzo in base a diverse classi, come quelle di resistenza, di esposizione e di consistenza come si vedrà in seguito.
In Italia la classe di resistenza del calcestruzzo è basata sul valore della resistenza caratteristica cubica a compressione (Rck), definita come quel particolare valore della resistenza a compressione al di sotto del quale ricade solo il 5% dell'insieme di tutti i valori delle resistenze di prelievo (frattile inferiore al 5%).
Il concetto di resistenza caratteristica fu introdotto in Italia con il D.M. 30 maggio 1972 in ottemperanza alla legge n. 1086 del 5 novembre del 1971.
Poiché la distribuzione statistica più utilizzata è la distribuzione normale Gaussiana, sia perché a essa sono riconducibili molti fenomeni aleatori sia per le proprietà di cui gode, il valore del frattile al 5% può essere calcolato con la seguente espressione:
{\displaystyle R_{ck}=R_{m}-1,64\sigma }
dove.
- {\displaystyle R_{m}} è la resistenza media dei prelievi;
- {\displaystyle \sigma } è lo scarto quadratico medio.

La formula per il calcolo della Rck ha però il difetto di valere se utilizzata con una popolazione di risultati in grado di rappresentare in modo affidabile la produzione (sufficientemente numerosa), cosa che in genere nella pratica non succede. Quale valore quindi scegliere per rappresentare il proprio calcestruzzo in modo da essere sufficientemente tranquilli che la propria fornitura superi i controlli di accettazione?
Innanzitutto occorre capire come il valore di scarto quadratico viene calcolato e come viene controllato il calcestruzzo (fonte Andrea Dari).

#### Diagramma tensioni - deformazioni
Esaminiamo la risposta istantanea del calcestruzzo.
Se sottoponiamo un provino di calcestruzzo cilindrico a una prova rapida di compressione si avrà il seguente andamento:
fino a valori della tensione di compressione pari a circa il 40% di quella di rottura fc si registra un andamento del diagramma approssimativamente rettilineo cioè il materiale ha un comportamento assimilabile all'elastico lineare a compressione ma non reagente a trazione. Questo campo viene utilizzato per il metodo delle tensioni ammissibili ma anche per le verifiche agli stati limite di esercizio.
Per sforzi di intensità maggiori il diagramma risulta sensibilmente parabolico fino a un valore della deformazione denominato εc1.
A tale valore corrisponde anche la massima tensione di compressione fc che è praticamente il valore della tensione di rottura; questo campo è utilizzato per le verifiche allo stato limite ultimo.
Il cedimento del provino non è però istantaneo, essendo collegato a un processo di microfessurazione in rapida evoluzione.
Segue pertanto un secondo tratto discendente (fase di incrudimento o comportamento softening) dall'andamento curvilineo, limitato dalla deformazione ultima di rottura denominata εcu, cui corrisponde un valore finale della tensione sul provino σcu alquanto inferiore al valore massimo registrato in precedenza.
All'atto dello scarico la deformazione è solo parzialmente reversibile e la parte irreversibile aumenta con l'aumentare dello sforzo.
Se dopo l'applicazione di carichi di breve durata si vuole tener conto di deformazioni irreversibili il valore di E va ridotto del fattore 0,85. Come si evince la risposta istantanea è difficilmente confinabile nell'ambito della teoria di elasticità lineare, in quanto il materiale presenta spiccate caratteristiche di non linearità e di plasticità sin dai livelli più bassi di sollecitazione.
Si verifica inoltre che già per bassi valori di sforzo, le deformazioni sono tanto più elevate quanto più lenta è la velocità di carico e quanto più lunga è la durata della sua applicazione. Pertanto le considerazioni riguardanti la risposta istantanea di un calcestruzzo diventano più marcate per effetto di carichi che permangono per lunghi periodi a seguito della comparsa di deformazioni differite nel tempo (fenomeno del fluage), le quali, si sommano a quelle immediate.

#### Diagramma di calcolo tensione deformazione

Diagramma di calcolo parabola - rettangolo

Per le verifiche a flessione e pressoflessione allo stato limite ultimo, il DM 17 gennaio 2018 permette di adottare degli opportuni modelli rappresentativi del reale comportamento del materiale:
- diagramma parabola - rettangolo;
- diagramma triangolo - rettangolo;
- diagramma rettangolo (stress block).

Detti modelli sono definiti in base alla resistenza di calcolo fcd e della deformazione ultima εcu.
Il più comune è il diagramma parabola - rettangolo definito da un arco di parabola di secondo grado passante per l'origine, avente asse parallelo a quello delle tensioni, e da un segmento di retta parallelo all'asse delle deformazioni tangente alla parabola nel punto di sommità.
Il vertice della parabola ha ascissa εc mentre l'estermità del segmento ha ascissa εcu.
L'equazione della parabola è σ=1.000εcαfcd(-250εc+1), con α=0,85 coefficiente che tiene conto degli effetti dei carichi a lungo termine.
L'ordinata massima del diagramma è paria a fcd.
per classi di resistenza pari o inferiori a C50/60 (Rck 60) risulta:
- εc = 0,20%
- εcu = 0,35%.

## Classificazione
Secondo la normativa vigente, per una corretta progettazione ed esecuzione delle strutture in cemento armato, il calcestruzzo deve essere specificato in funzione della classe di resistenza, della classe di consistenza e della dimensione nominale massima dell'aggregato. nonché della classe di esposizione.
Tali parametri che costituiscono le prescrizioni del calcestruzzo a prestazione garantita devono essere indicati negli elaborati grafici del progetto strutturale.

### In base alla struttura
Il calcestruzzo indurito, in base alla sua struttura, si distingue in:
- Calcestruzzo con struttura aperta o porosa: come definito dalla UNI EN 206-1:2006, è un calcestruzzo privo della frazione fine.
- Calcestruzzo a struttura chiusa o densa: è un calcestruzzo ottenuto con una curva granulometrica completa e pertanto dotato di piccole cavità tra i grani dell'aggregato.

### In base al peso specifico
Il calcestruzzo indurito è classificato in funzione del suo peso specifico nelle seguenti classi, come definito dalla UNI EN 206-1:2006:
- Calcestruzzo leggero: è un calcestruzzo avente una massa volumica dopo l'essiccamento in stufa non minore di 800 kg/m3 e non maggiore di 2.000 kg/m3;
- Calcestruzzo pesante: è un calcestruzzo avente una massa volumica dopo l'essiccamento in stufa maggiore di 2.600 kg/m3;
- Calcestruzzo normale: è un calcestruzzo avente una massa volumica dopo l'essiccamento in stufa maggiore di 2.000 kg/m3 ma non maggiore di 2.600 kg/m3.

### Tipologie varie
Oltre ai calcestruzzi ordinari o NR o NSC (Normal Strenght Concrete) esistono vari tipi di conglomerato:
- Calcestruzzo ad alta resistenza
- Calcestruzzo ad alte prestazioni
- Calcestruzzo ad altissime prestazioni
- Calcestruzzo aerato autoclavato
- Calcestruzzo armato
- Calcestruzzo alleggerito con polistirolo
- Calcestruzzo autocompattante
- Calcestruzzo ciclopico
- Calcestruzzo fibrorinforzato
- Calcestruzzo leggero
- Calcestruzzo proiettato
- Calcestruzzo rinforzato con FRP
- Calcestruzzo drenante

### Classi di resistenza del calcestruzzo
Il calcestruzzo è classificato in classi di resistenza in base alla resistenza a compressione, espressa come resistenza caratteristica Rck oppure fck.
La resistenza caratteristica Rck viene determinata sulla base dei valori ottenuti da prove di compressione monoassiale su provini cubi (per questo chiamata resistenza caratteristica cubica) di 150 mm di lato (H/D=1), maturati 28 giorni; la resistenza caratteristica fck viene determinata invece utilizzando provini cilindrici (da cui il nome resistenza caratteristica cilindrica) di 150 mm di diametro e 300 mm di altezza (H/D=2).
Tra i due valori esiste la seguente relazione:
fck = 0,83 Rck (per H/D≥2)
la differenza tra i due valori dipende fondamentalmente dal diverso stato tensionale che si genera nel provino a seguito delle prove di compressione, che dipende dal fatto che i provini cubici sono tozzi mentre quelli cilindrici essendo snelli, risentono meno degli sforzi di confinamento esercitati dall'attrito che si sviluppa all'interfaccia con il provino. Da qui anche la classica forma a clessidra assunta da un provino cilindrico che abbia superato il suo carico di rottura.
Le norme UNI EN 206 – 2006 e UNI 11104:2004, che sono state recepite dal D.M. 14 gennaio 2008, attualmente in vigore e pertanto sono divenute cogenti anche dal punto di vista legale per tutte le opere in c.a., e c.a.p. regolamentate dalla Legge n. 1086/1971, individuano per i calcestruzzi normale e pesante (per il calcestruzzo leggero si vedano le norme) le seguenti classi:
- C8/10
- C12/15
- C16/20
- C20/25
- C25/30
- C28/35

- C30/37
- C32/40
- C35/45
- C40/50
- C45/55
- C50/60

- C55/67
- C60/75
- C70/85
- C80/95
- C90/105
- C100/120

Per ogni classe di resistenza, il primo dei valori rappresenta fck e il secondo Rck, ambedue espressi N/mm2.
Nel caso in cui nel progetto di miscela si debba prevedere una determinata percentuale di vuoti d'aria, di norma 4-6%, al fine di garantire al calcestruzzo una migliore resistenza ai cicli di gelo/disgelo, i valori della resistenza caratteristica devono essere ridotti di circa il 20%.
Per calcestruzzi con classe maggiore C60/75, la miscela deve essere oggetto di prequalifica, mentre i calcestruzzi superiori a C80/95 devono essere autorizzati dal Consiglio Superiore dei LL.PP..
In base ai valori della resistenza caratteristica a compressione, i calcestruzzi sono suddivisi nei seguenti campi:
- calcestruzzo non strutturale: C8/10 - C12/15
- calcestruzzo ordinario (NSC - Normal Strenght Concrete): C16/20 C45/55
- calcestruzzo ad alte prestazioni (HPC): C50/60 - C60/75
- calcestruzzo ad alta resistenza (HSC): C70/85 - C100/120

### Classi di esposizione del calcestruzzo
Le norme UNI EN 206 – 2006 e UNI 11104:2004 introducono 6 classi di esposizione per il calcestruzzo strutturale e 17 sottoclassi in funzione dell'entità del degrado (dove oltre al massimo rapporto a/c e al minimo contenuti di cemento viene indicata anche la minima classe di resistenza tutto per garantire la durabilità del materiale).
Tali classi sono state riportate anche nelle Linee Guida sul Calcestruzzo strutturale edite dal Servizio Tecnico Centrale della Presidenza del Consiglio Superiore dei LL.PP.
Le norme UNI EN 206 -2006 così come modificata e integrata dalla UNI 11104:2004 (per l'applicazione in Italia della EN 206) prevede quanto segue:
- Assenza di rischio di corrosione dell'armatura - X0; minima classe di resistenza: C12/15
- Corrosione delle armature indotta da carbonatazione:
  - XC1 - asciutto o permanentemente bagnato: a/cmax = 0,60 (0,65); dosaggio minimo di cemento (kg/m3) = 300 (260); minima classe di resistenza: C25/30 (C20/25)
  - XC2 - bagnato, raramente asciutto: a/cmax = 0,60; dosaggio minimo di cemento (kg/m3) = 300 (280); minima classe di resistenza: C25/30
  - XC3 - umidità moderata: a/cmax = 0,55; dosaggio minimo di cemento (kg/m3) = 320 (280); minima classe di resistenza: C28/35(C30/37)
  - XC4 - ciclicamente asciutto e bagnato: a/cmax = 0,50; dosaggio minimo di cemento (kg/m3) = 340 (300); minima classe di resistenza: C32/40(C30/37)
- Corrosione delle armature indotta da cloruri esclusi quelli provenienti dall'acqua di mare:
  - XD1 - umidità moderata: a/cmax = 0,55; dosaggio minimo di cemento (kg/m3) = 320(300); minima classe di resistenza: C28/35(C30/37)
  - XD2 - bagnato, raramente asciutto: a/cmax = 0,50 (0,55); dosaggio minimo di cemento (kg/m3) = 340 (300); minima classe di resistenza: C32/40(C32/40)
  - XD3 - ciclicamente bagnato e asciutto: a/cmax = 0,45; dosaggio minimo di cemento (kg/m3) = 360(320); minima classe di resistenza: C35/45
- Corrosione delle armature indotta da cloruri presenti nell'acqua di mare:
  - XS1 - esposto alla salsedine marina ma non direttamente in contatto con l'acqua di mare: a/cmax = 0,45(0,50); dosaggio minimo di cemento (kg/m3) = 340(300); minima classe di resistenza: C32/40(C30/37)
  - XS2 - permanentemente sommerso: a/cmax = 0,45; dosaggio minimo di cemento (kg/m3) = 360(320); minima classe di resistenza: C35/45
  - XS3 - zone esposte agli spruzzi o alla marea: a/cmax = 0,45; dosaggio minimo di cemento (kg/m3) = 360(340); minima classe di resistenza: C35/45
- Attacco dei cicli di gelo/disgelo con o senza disgelanti:
  - XF1 - moderata saturazione d'acqua, in assenza di agente disgelante: a/cmax = 0,50(0,55); dosaggio minimo di cemento (kg/m3) = 320(300); minima classe di resistenza: C32/40(C30/37)
  - XF2 - moderata saturazione d'acqua, in presenza di agente disgelante: a/cmax = 0,50(0,55); dosaggio minimo di cemento (kg/m3) = 340(300); minima classe di resistenza: C25/30
  - XF3 - elevata saturazione d'acqua, in assenza di agente disgelante: a/cmax = 0,50; dosaggio minimo di cemento (kg/m3) = 340(320); minima classe di resistenza: C25/30(C30/37)
  - XF4 - elevata saturazione d'acqua, con presenza di agente antigelo oppure acqua di mare: a/cmax = 0,45; dosaggio minimo di cemento (kg/m3) = 360(340); minima classe di resistenza: C28/35(C30/37)
- Attacco chimico da parte di acque del terreno e acque fluenti (p.to 4.1 prospetto 2 UNI EN 206-1):
  - XA1 - ambiente chimicamente debolmente aggressivo: a/cmax = 0,55; dosaggio minimo di cemento (kg/m3) = 320(300); minima classe di resistenza: C28/35(C30/37)
  - XA2 - ambiente chimicamente moderatamente aggressivo: a/cmax = 0,50; dosaggio minimo di cemento (kg/m3) = 340(320); minima classe di resistenza: C32/40(C30/37)
  - XA3 - ambiente chimicamente fortemente aggressivo: a/cmax = 0,45; dosaggio minimo di cemento (kg/m3) = 360; minima classe di resistenza: C35/45.

I valori riportati in parentesi sono riferiti alla EN 206 la cui versione italiana è la UNI EN 206.
Le classi di resistenza minime (N/mm2) sono espresse con due valori, riferiti il primo a provini cilindrici di diametro 150 mm e altezza 300 mm (fck) e il secondo a provini cubici di spigolo pari a 150 mm (Rck).
I valori della resistenza caratteristica minima prevista per le classi di esposizione XF, tengono conto della riduzione di resistenza meccanica, circa il 20%, causata dalla presenza delle microporosità necessarie a garantire un'idonea resistenza al Ciclo gelo - disgelo.
Nella classi di esposizione XA si deve utilizzare un cemento resistente ai solfati e precisamente:
- per la classe di esposizione XA1 (attacco debole) - cemento a moderata resistenza chimica ai solfati (M.R.S.);
- per la classe di esposizione XA2 (attacco moderato) - cemento ad alta resistenza chimica ai solfati (A.R.S.);
- per la classe di esposizione XA3 (attacco forte) - cemento ad altissima resistenza chimica ai solfati (AA.R.S.).

In letteratura, la classe di esposizione ambientale viene indicata con Dck, in analogia alla classe di resistenza che viene comunemente indicata con Rck.

### Classi di consistenza del calcestruzzo

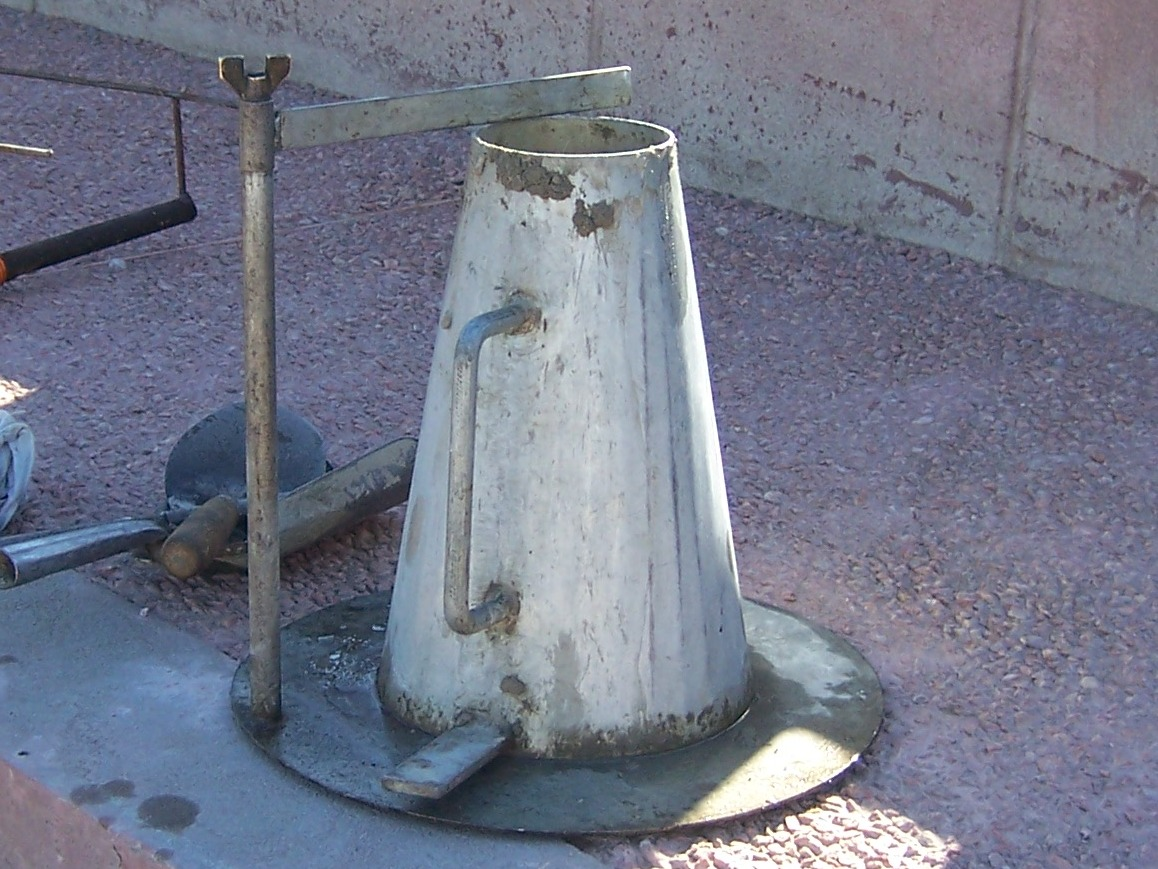
Cono di Abrams

La lavorabilità del calcestruzzo fresco, designata con il termine consistenza dalla normativa vigente, è un indice delle proprietà e del comportamento del calcestruzzo nell'intervallo di tempo tra la produzione e la compattazione dell'impasto in situ nella cassaforma.
Secondo le norme UNI EN 206 – 2006 e UNI 11104:2004, la consistenza deve essere determinata mediante le seguenti prove dai cui risultati vengono definite le classi di consistenza del calcestruzzo. La lavorabilità si misura riempiendo il cono di Abrams (in figura) con il calcestruzzo fresco. Il cono ha un diametro di 20 cm in fondo e di 10 cm in alto, la sua altezza è pari a 30 cm. Una volta riempito con il calcestruzzo, si toglie il cono, ed essendo fresco il calcestruzzo inizierà ad espandersi, sottoposto alla forza di gravità. Espandendosi il punto più alto del calcestruzzo (inizialmente era a 30 cm visto che abbiamo riempito il cono completamente) si abbasserà di un tot. Quel valore rappresenta lo slump.
La misura della lavorabilità deve essere condotta dopo aver proceduto a scaricare dalla betoniera almeno 0,3 m³ di calcestruzzo.
- Classi di consistenza mediante abbassamento al cono di Abrams:
  - S1 - consistenza umida: abbassamento (slump) da 10 a 40 mm
  - S2 - consistenza plastica: abbassamento (slump) da 50 a 90 mm
  - S3 - consistenza semifluida: abbassamento (slump) da 100 a 150 mm
  - S4 - consistenza fluida: abbassamento (slump) da 160 a 210 mm
  - S5 - consistenza superfluida: abbassamento (slump) ≥ 220 mm.
- Classi di consistenza mediante il metodo Vebè:
  - V0 - tempo Vebè: ≥ 31 s
  - V1 - tempo Vebè: da 30 a 21 s
  - V2 - tempo Vebè: da 20 a 11 s
  - V3 - tempo Vebè: da 10 a 6 s
  - V4 - tempo Vebè: da 5 a 3 s
- Classi di consistenza mediante misura della compattabilità:
  - C0 - indice di compattabilità: ≥ 1,46
  - C1 - indice di compattabilità: da 1,45 a 1,26
  - C2 - indice di compattabilità: da 1,25 a 1,11
  - C3 - indice di compattabilità: da 1,10 a 1,04
  - C4 (solo per calcestruzzi leggeri) - indice di compattabilità: < 1,04
- Classi di consistenza mediante la misura dello spandimento
  - F1 - diametro spandimento: ≤ 340 mm
  - F2 - diametro spandimento: da 350 a 410 mm
  - F3 - diametro spandimento: da 420 a 480 mm
  - F4 - diametro spandimento: da 490 a 550 mm
  - F5 - diametro spandimento: da 560 a 620 mm
  - F6 - diametro spandimento: ≥ 630 mm

In Italia la consistenza del calcestruzzo è espressa in termini di classi di abbassamento al cono o di classi di spandimento.
La classe di consistenza deve essere valutata in funzione della struttura da realizzare al fine di rendere più facile l'operazione di posa in opera.
Con riferimento alle classi di abbassamento al cono:
- se si deve realizzare una diga o una pavimentazione con vibrofinitrice è d'obbligo un calcestruzzo a consistenza S1;
- se si devono realizzare strutture come ciminiere, serbatoi pensili, ecc., con la tecnica dei casseri rampanti si deve prescrivere un calcestruzzo a consistenza S2 o al massimo S3;
- in tutti gli altri casi si dovrà utilizzare un calcestruzzo S4 o S5.

### Classi del calcestruzzo riferite alle dimensioni massime dell'aggregato
Le dimensioni massime dell'aggregato sono in relazione con lo spessore del copriferro e con l'interferro minimo delle armature metalliche.
Se il calcestruzzo è classificato in funzione della dimensione massima dell'inerte, la classificazione farà riferimento alla dimensione nominale più elevata della frazione di aggregato più grossa che si indica con Dmax.
Dmax rappresenta la dimensione massima dello staccio con il quale è determinata la dimensione dell'aggregato secondo la UNI EN 12620.
La dimensione massima dell'aggregato deve essere scelta in modo che il calcestruzzo possa essere gettato e compattato attorno alle barre d'armatura senza pericolo di segregazione.
Secondo quanto stabilito dalle NTC e dalla relativa Circolare esplicativa delle NTC, il diametro massimo dell'inerte deve essere tale che:
- Dmax < 1/4 della dimensione minima dell'elemento strutturale per evitare di aumentare la eterogeneità del materiale;
- Dmax < dell'interferro (in mm) - 5 mm per evitare che l'aggregato più grosso ostruisca il flusso del calcestruzzo attraverso i ferri di armatura;
- Dmax < 1,3[15] volte lo spessore del copriferro per evitare che tra i casseri e l'armatura sia ostruito il passaggio del calcestruzzo.

### Classi di contenuto dei cloruri
Come abbiamo visto i cloruri possono penetrare nella massa cementizia dall'esterno (ambienti marini, sali disgelanti) ma possono anche essere introdotti attraverso le materie componenti il calcestruzzo.
Ad esempio possono essere contenuti in alcuni additivi acceleranti o nell'acqua di impasto prelevata da pozzi ubicati in prossimità della zona costiera.
Tali cloruri possono essere in quantità dannose per il calcestruzzo, pertanto la norma UNI EN 206-1 obbliga ogni produttore di calcestruzzo a controllare il contenuto di cloruri in ciascuna componente esprimendolo come percentuale (a%) di ioni cloruro (Cl-) rispetto alla massa di cemento.
A seconda del valore ottenuto la norma UNI individua delle classi di contenuto di cloruri:
| Impiego cls                      | classe contenuto di Cl- | a%            |
| calcestruzzo non armato          | Cl1,0                   | 1,0%          |
| calcestruzzo armato ordinario    | Cl0,20 - Cl0,40         | 0,20% - 0,40% |
| calcestruzzo armato precompresso | Cl0,10-Cl0,20           | 0,10% -0,20%  |

## Ciclo di produzione e utilizzo

### Progetto di miscela
Al fine di garantire alle strutture in calcestruzzo armato le prestazioni richieste dal progettista con riferimento specifico al grado di durabilità, alla lavorabilità e alla resistenza meccanica, deve essere effettuato dal produttore uno studio della miscela del calcestruzzo, detto progetto di miscela o, in inglese, mix design, che deve tenere in considerazione anche le caratteristiche delle materie prime disponibili.
Nella progettazione della miscela vengono tenute in considerazione alcune correlazioni:
- la lavorabilità cresce all'aumentare del quantitativo di acqua utilizzata per l'impasto e dipende dalle caratteristiche degli inerti utilizzati (diametro massimo previsto e superficie dell'inerte: liscia o scabra) oltre che dalla presenza di eventuali additivi specifici;
- la resistenza meccanica invece è funzione del rapporto acqua/cemento e della quantità di cemento da utilizzare (se misurata a 28 giorni dipende anche dal tipo e dalla classe del legante) al diminuire della prima e al crescere della seconda aumenta la resistenza meccanica;
- il grado di durabilità cresce in maniera inversamente proporzionale con il rapporto a/c;
- la qualità degli aggregati.

Pertanto il parametro principale del progetto di miscela è il rapporto a/c che deve essere idoneo a garantire le prestazioni richieste al calcestruzzo.
Questo significa che per aumentare la lavorabilità, senza l'utilizzo di additivi, bisogna aumentare la quantità di acqua ma proporzionalmente anche il tenore di cemento per mantenere costante il valore a/c atteso necessario per non compromettere il grado di durabilità e la resistenza meccanica del materiale.
Progettare con cura la miscela è condizione necessaria ma non sufficiente a garantire in opera un calcestruzzo con le qualità richieste dal progettista, infatti la qualità del calcestruzzo in opera dipende anche dal processo esecutivo. È necessario posare a regola d'arte il conglomerato fresco che deve essere gettato e costipato in maniera adeguata (a rifiuto) e stagionato subito dopo la sua scasseratura per un adeguato numero di giorni (almeno 3), per proteggerlo dall'evaporazione eccessiva.

### Classi di stagionatura
Il progettista, in funzione di diversi parametri quali ad esempio:
- l'aggressività dell'ambiente;
- il tipo di cemento;
- le dimensioni del copriferro;
- le condizioni climatiche in cui avverrà i getto e la maturazione del calcestruzzo;
- la dimensione degli elementi gettati;

deve stabilire quali precauzione adottare per preservare l'integrità del calcestruzzo durante la sua maturazione.
In tal senso la norma UNI EN 13670-1 indica i tempi minimi di stagionatura protetta raccomandati per impedire la formazione di fessure indotte dal ritiro igrometrico.
La UNI EN stabilisce 4 classi di stagionatura alle quali corrispondono dei tempi minimi di stagionatura protetta del calcestruzzo gettato, in funzione della temperatura superficiale che e dello sviluppo di resistenza a 20 °C.
Lo sviluppo della resistenza è misurato mediante il rapporto r = fcm,2/fcm,28
dove:
- fcm,2 è la resistenza media del calcestruzzo dopo 2 giorni a 20 °C;
- fcm,28 è la resistenza media del calcestruzzo dopo 28 giorni; a 20 °C.

Tali valori essendo caratteristici del calcestruzzo devono essere forniti dal produttore.
Per ogni classe di stagionatura (tranne la 1) sono previsti tre tipi di sviluppo della resistenza:
- rapido r ≥ 0,5
- medio 0,3 ≤ r < 0,5
- lento 0,15 ≤ r < 0,3

ai quali corrispondono altrettanti tempi minimi di stagionatura.
- classe di stagionatura 1: è previsto un tempo minimo unico di stagionatura pari a 12 ore;
- classe di stagionatura 2 - garantisce una resistenza meccanica della superficie del calcestruzzo pari al 35% Rck: in funzione della temperatura superficiale il tempo di stagionatura può variare da 1 - 2,5 giorni[17] per 25 °C a 2-11 giorni per temperature pari a 5 °C;
- classe di stagionatura 3 - garantisce una resistenza meccanica della superficie del calcestruzzo pari al 50% Rck: in funzione della temperatura superficiale il tempo di stagionatura può variare da 1,5-3,5 giorni per 25 °C a 3,5-18 giorni per temperature pari a 5 °C;
- classe di stagionatura 4 - garantisce una resistenza meccanica della superficie del calcestruzzo pari al 70% Rck: in funzione della temperatura superficiale il tempo di stagionatura può variare da 3-6 giorni per 25 °C a 9-30 giorni per temperature pari a 5 °C.

### Confezionamento

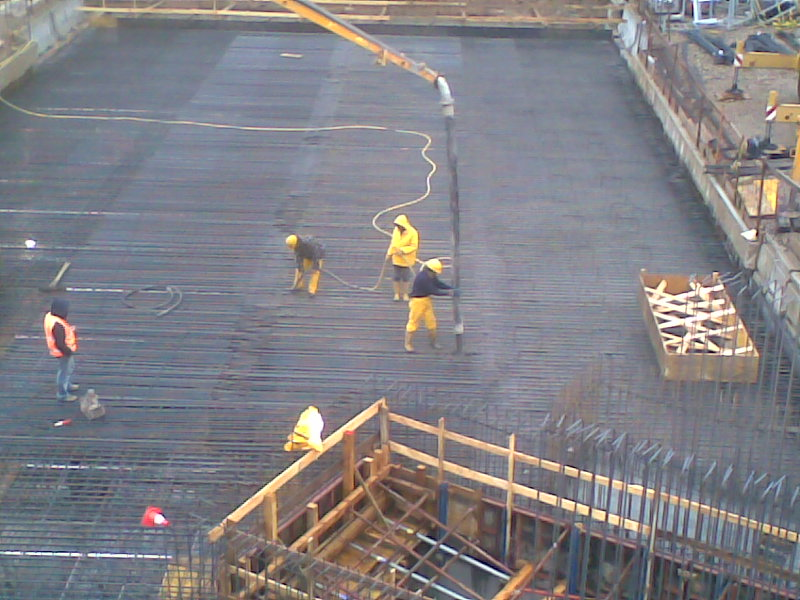
Getto in opera e vibratura del calcestruzzo in cantiere

La produzione del calcestruzzo senza processo industrializzato (in impianti temporanei di cantiere) è consentita per produzioni limitate (individuate dalla norma inferiori a 1500 m3 di miscela omogenea) previa qualificazione iniziale delle miscele per mezzo della "Valutazione preliminare della resistenza" di cui all'art. 11.2.3 delle NTC.
La valutazione preliminare della resistenza consiste nell'esecuzione di idonee prove preliminari di studio di ciascuna miscela omogenea di calcestruzzo da utilizzare effettuate dal costruttore prima dell'inizio dei lavori, questo al fine di ottenere le prestazioni richieste dal progetto.
In questo caso la responsabilità del calcestruzzo è del costruttore.
La stragrande maggioranza del calcestruzzo è oggi prodotto con processo industrializzato attraverso impianti industrializzati fissi o in impianti industrializzati installati nei cantieri (comprendono anche gli impianti temporanei di cantiere che producono più di 1500 m3).
La composizione della miscela, studiata in base ai requisiti che il calcestruzzo dovrà possedere (sia allo stato fresco sia indurito), è oggetto di un apposito studio, chiamato mix design, effettuato dal produttore, per rispettare le prescrizione del progettista delle strutture, tenendo conto di numerose variabili come:
- resistenza meccanica, durabilità, modulo di elasticità, ecc.
- esigenze esecutive come lavorabilità, modalità di getto, maturazione, ecc.
- materiali disponibili come tipo di cemento, aggregati, additivi, aggiunte, ecc.

Gli impianti di tipo industrializzato, interni o esterni al cantiere, per la produzione di calcestruzzo di tipo strutturale devono possedere la certificazione del Sistema di Controllo del Processo (certificazione FPC) ai sensi del D.M. 14.01.2008 (NTC).
La certificazione FPC, che si riferisce al singolo impianto e non al fornitore, non va assolutamente confusa con il Sistema di gestione della Qualità aziendale predisposto secondo le ISO 9001 che è invece rilasciato su base volontaria.

### Trasporto e posa in opera
Il trasporto del calcestruzzo fresco viene effettuato in genere tramite autobetoniere, che in Italia sono poste su mezzi a 3 o 4 assi, o autobetonpompe, cioè autobetoniere dotate di pompa per calcestruzzo.
L'autobetoniera durante il getto, per motivi di sicurezza, deve avere una distanza dal fronte di scavo maggiore della profondità dello stesso.
Il tempo massimo consentito dalla produzione dell'impasto in impianto al momento del getto non dovrà superare i 90 minuti e sarà onere del produttore riportare nel documento di trasporto (DDT) l'orario effettivo di fine carico della betoniera in impianto.
Si può operare in deroga a questa prescrizione in casi eccezionali quando i tempi di trasporto del calcestruzzo dalla Centrale di betonaggio al cantiere dovessero risultare superiori ai 75 minuti.
In questa evenienza si può utilizzare il conglomerato fino a 120 minuti dalla miscelazione dello stesso in impianto purché lo stesso possegga i requisiti di lavorabilità richiesti.
In questo caso però deve essere accertato preliminarmente dal produttore e valutato dal Direttore dei Lavori che le resistenze iniziali del conglomerato cementizio non siano penalizzate a causa di dosaggi elevati di additivi ritardanti impiegati per la riduzione della perdita di lavorabilità.
Il calcestruzzo, una volta in cantiere, va gettato in un'apposita cassaforma.
Esso, infatti, ha l'apparenza di un fluido denso privo di forma: la cassaforma serve, appunto, a dare forma al calcestruzzo e a creare, quindi membrature come pilastri, travi, solai, solette, fondazioni; per formare mattoni o blocchi di calcestruzzo può essere usata una macchina apposita chiamata blocchiera.
All'interno delle casseforme, nel caso di calcestruzzo armato, sono già presenti le barre di armatura disposte secondo gli elaborati strutturali di progetto.
Per garantire il copriferro di progetto ed eventualmente le reciproche distanze tra le barre di armatura (interferro), vengono utilizzati dei distanziatori che devono essere in plastica o a base di malta cementizia (per evitare punti di innesco della corrosione) di forma e geometria tali da minimizzare la superficie di contatto con il cassero.
Prima di procedere al getto però è necessario adottare tutti quegli accorgimenti atti a evitare qualsiasi sottrazione di acqua dall'impasto, in particolare, in caso di casseforme in legno, deve essere eseguita un'accurata bagnatura delle superfici.
Durante il getto, che viene in genere realizzato con una pompa per calcestruzzo, si devono prendere tutti gli accorgimenti atti a evitare la segregazione.
È proibito eseguire il getto del conglomerato quando la temperatura esterna scende al disotto dei +5 °C se non si prendono particolari sistemi di protezione del manufatto concordati e autorizzati dalla Direzione dei lavori anche qualora la temperatura ambientale superi i 33 °C.
Una volta gettato nella cassaforma, il calcestruzzo va opportunamente vibrato, per evitare la formazione all'interno del manufatto di cavità e macrodifetti (nidi di ghiaia, ecc.), che rendendo la matrice cementizia più permeabile agli agenti aggressivi esterni potrebbero abbassare il grado di durabilità del calcestruzzo oltre a creare, dal punto di vista meccanico, pericolose discontinuità nel materiale.
Nel caso siano previste riprese di getto, prima della posa del nuovo calcestruzzo, deve essere preliminare rimosso, mediante scarifica con martello, lo strato corticale di calcestruzzo già parzialmente indurito.
Tale superficie, che deve possedere un'elevata rugosità (asperità di circa 5 mm) e deve essere opportunamente pulita e bagnata per circa due ore prima del getto del nuovo strato di calcestruzzo.
Qualora alla struttura sia richiesta la tenuta idraulica, lungo la superficie scarificata devono essere disposti dei giunti water-stop ad esempio in materiale bentonitico idroespansivo.
I profili water-stop devono essere opportunamente fissati e disposti in maniera tale da non interagire con le armature.
Al momento della messa in opera del conglomerato è obbligatoria la presenza di almeno un membro dell'ufficio della direzione dei lavori incaricato a norma di legge e di un responsabile tecnico dell'Impresa appaltatrice.

### Maturazione del calcestruzzo

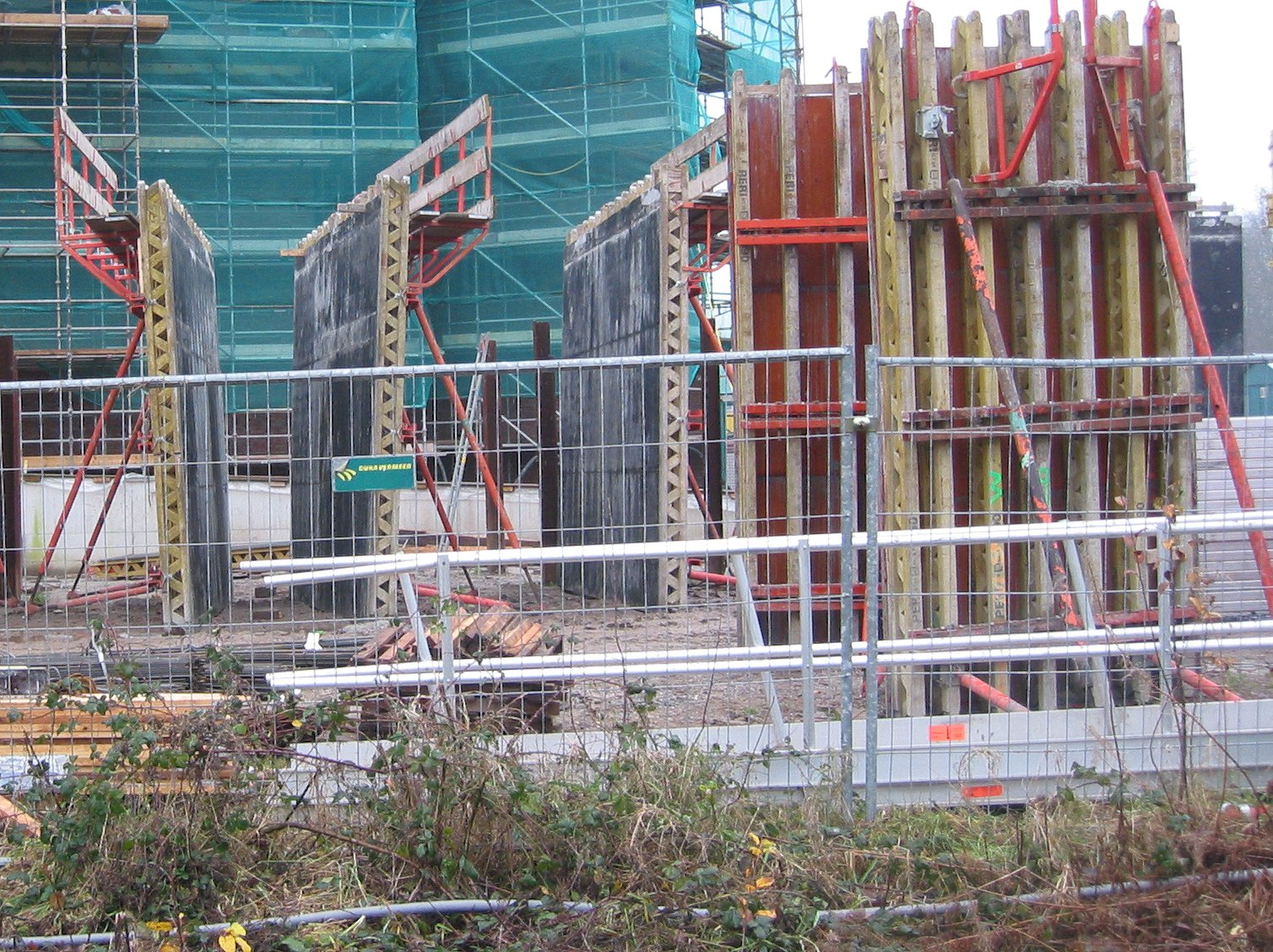
Casseforme per calcestruzzo

Il passaggio dallo stato fluido del calcestruzzo a quello rigido, a causa della presa e dell'indurimento del conglomerato, fino al raggiungimento delle prestazioni meccaniche richieste nel materiale viene indicato con il termine maturazione del calcestruzzo. La maturazione è dovuta a una serie di reazioni chimico - fisiche che avvengono durante l'idratazione del cemento.
Una volta messo a riposo nella cassaforma, il calcestruzzo fresco ha bisogno di maturare per un certo periodo. È questo il periodo in cui l'acqua reagisce con il cemento, generando il fenomeno dell'idratazione, che trasforma i granelli di cemento in cristalli che, interagendo tra loro, induriscono il manufatto.
Durante la maturazione il calcestruzzo, essendo costituito da leganti idraulici, ha bisogno di rimanere il più possibile in ambiente umido (U.R.% > 95%), per garantire che avvenga il completo processo di idratazione.
Pertanto durante la maturazione è bene prendere tutte quelle precauzioni necessarie a ridurre l'evaporazione dell'acqua dal calcestruzzo, perché altrimenti si possono manifestare lesioni, tipiche da ritiro igrometrico nonché una struttura eccessivamente porosa tali da compromettere la resistenza finale e il grado di durabilità del calcestruzzo armato (stagionatura del calcestruzzo).
Pertanto il clima, in questa fase, è di fondamentale importanza:
- l'aria troppo secca;
- una temperatura esterna troppo elevata (superiori ai 30-35 °C);
- una velocità dell'aria elevata;

possono favorire un'eccessiva evaporazione.
Per questo motivo, per ottenere il massimo sviluppo di resistenza e una struttura compatta e impermeabile, che garantisce un'adeguata durabilità al materiale, è necessario ritardare il più possibile l'operazione di rimozione dei casseri (scasseratura), a meno che si utilizzino tecniche di stagionatura differenti come la bagnatura delle superfici del calcestruzzo indurito, l'utilizzo di agenti stagionanti (curing compound) o di tessuti imbibiti che garantiscono la saturazione delle superfici esposte all'aria.
In realtà anche temperature esterne troppo basse (inferiori allo 0 °C) sono negative perché si possono produrre nella struttura dei dannosissimi cristalli di ghiaccio, che abbattono la resistenza finale del manufatto.
Gli additivi nel conglomerato sono scelti anche in base al clima durante il quale dovrà avvenire la maturazione del calcestruzzo, per evitare i predetti problemi.
Si deve oltretutto fare attenzione allo spessore del manufatto: se l'elemento strutturale che stiamo gettando ha il lato minore molto grande (superiore a 70–80 cm) possono verificarsi delle lesioni (più importanti di quelle da ritiro) dovute all'eccessivo calore di idratazione sviluppato nel cuore della struttura; infatti il processo di idratazione, che avviene nelle prime ore del getto, provoca un innalzamento della temperatura del calcestruzzo.

### Vita nominale
La vita nominale di un'opera strutturale è intesa come il numero di anni nel quale la struttura, purché soggetta a manutenzione ordinaria, deve poter essere usata - mantenimento della funzionalità - per lo scopo al quale è destinata.
Formalmente la normativa definisce perdita di funzionalità di una struttura il superamento dello stato limite di esercizio, ma la funzionalità dipende anche da altri fattori come:
- il degrado dei materiali in funzione dell'ambiente di esposizione;
- i danneggiamenti locali (es. fessurazione del calcestruzzo) che possono ridurre la durabilità della struttura, la sua efficienza o il suo aspetto.

La vita utile deve essere stabilita in fase progettuale, con riferimento alla durabilità delle costruzioni, del dimensionamento delle strutture e della scelta dei materiali, ecc. (p.to C.2.4.1 della Circolare n.617/09) e pertanto deve essere riportata negli elaborati strutturali.
Il D.M. 14.01.2008 ad esempio prevede per opere ordinarie una vita nominale ≥ 50 anni
È bene chiarire che la vita utile non è la vita effettiva dell'opera, che dipende da fattori non prevedibili in fase progettuale.
Di norma la vita effettiva di un'opera è maggiore di quella nominale poiché spesso su questa si effettuano interventi di manutenzione strutturale che ne allungano la durata.

## Conformità alla normativa
Il D.M. del 14/01/2008 (NTC) p.to 11.2.8 prevede che gli impianti di produzione di calcestruzzo con processo industrializzato debbano essere dotati di certificazione del Controllo del processo di Fabbrica (Factory Production Control o FPC) rilasciato da un organismo terzo indipendente autorizzato dal Servizio Tecnico Centrale del Consiglio Superiore dei Lavori Pubblici, il quale assicura che il calcestruzzo prodotto abbia i requisiti previsti dalle NTC.
Copia di tale certificato deve essere acquisito dal Direttore dei Lavori prima dell'inizio della fornitura.
Il Direttore dei lavori verifica inoltre che gli estremi della certificazione FPC siano riportati sui documenti di accompagnamento della fornitura.
Nel certificato FPC devon essere riportati i seguenti dati:
- il nome dell'organismo notificato;
- il numero del certificato che deve essere riportato sul documento di trasporto (DDT). Se il DDT non riporta gli estremi dell'FPC il Direttore dei Lavori deve rifiutare la fornitura;
- l'oggetto della certificazione (es. produzione e distribuzione di calcestruzzo preconfezionato);
- il nome e l'indirizzo dello stabilimento di produzione;
- il riferimento alla norma D.M. 14.01.2008;
- la data di emissione.

### Controllo sul calcestruzzo fresco
Per accertare l'idoneità del calcestruzzo fornito in cantiere, le norme indicano due criteri di valutazione delle resistenze:
- il controllo di tipo “A”, che si riferisce a getti di miscela omogenea non superiori a 300 m³ (p.to 11.2.5.1 NTC 2008);
- il controllo di tipo “B” o controllo statistico, da applicarsi obbligatoriamente[19] nel caso i getti di miscela omogenea siano superiori a 1.500 m³ (p.to 11.2.5.2 NTC 2008).

Il direttore dei lavori è responsabile delle operazioni relative ai controlli, ossia del prelievo, della richiesta di prove e dell'invio dei campioni a un laboratorio ufficiale o autorizzato, e della successiva elaborazione degli esiti per la verifica dell'effettiva resistenza caratteristica.
Il prelievo consiste nella confezione, durante un determinato getto, di due provini, che saranno poi maturati in ambiente idoneo (*) e inviati a un laboratorio autorizzato per il rilascio della certificazione ufficiale del risultato di resistenza per rottura a compressione. La media delle due resistenze costituisce la resistenza di prelievo.
Il confezionamento dei provini viene effettuato riempiendo con il calcestruzzo fresco delle cubiere (conformi alla UNI EN 12390-1) e compattandolo con un pestello tondo in acciaio di 16 mm di diametro.
La compattazione deve avvenire per 2 o 3 strati di spessore minore di 100 mm e il numero di colpi di pestello richiesti per strato non deve essere inferiore a 25
In entrambi i criteri di valutazione è stabilito almeno un prelievo ogni giorno di getto di miscela omogenea inoltre nel controllo di tipo A deve essere effettuato un controllo anche ogni 100 metri cubi di calcestruzzo omogeneo messo in opera.
Questa ultima prescrizione, anche se non espressamente richiesta dalla norma, andrebbe seguita anche per il controlli di tipo B.
Il Direttore dei Lavori può prescrivere l'asporto di ulteriori campioni.
Se i controlli di legge non vengono verificati, si deve procedere al declassamento della Rck di progetto(si assume quel valore che permette che la verifica prescelta sia positiva) sempre che gli interventi strutturali necessari a compensare la riduzione del valore di Rck siano ancora economicamente convenienti, altrimenti si deve procedere all'abbattimento della struttura o di parte di essa.

### Controllo sul calcestruzzo indurito

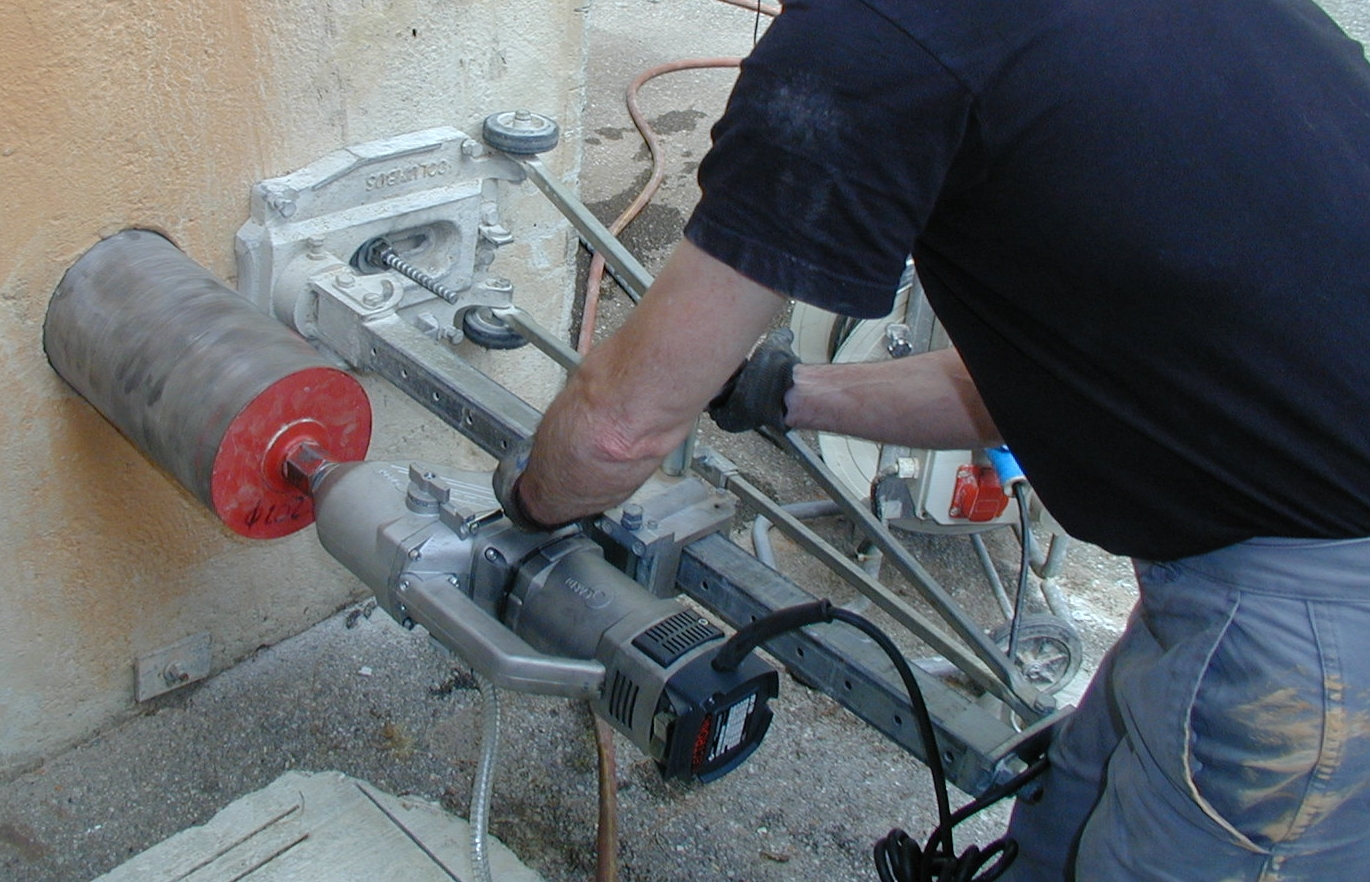
Carotatrice stazionaria in azione

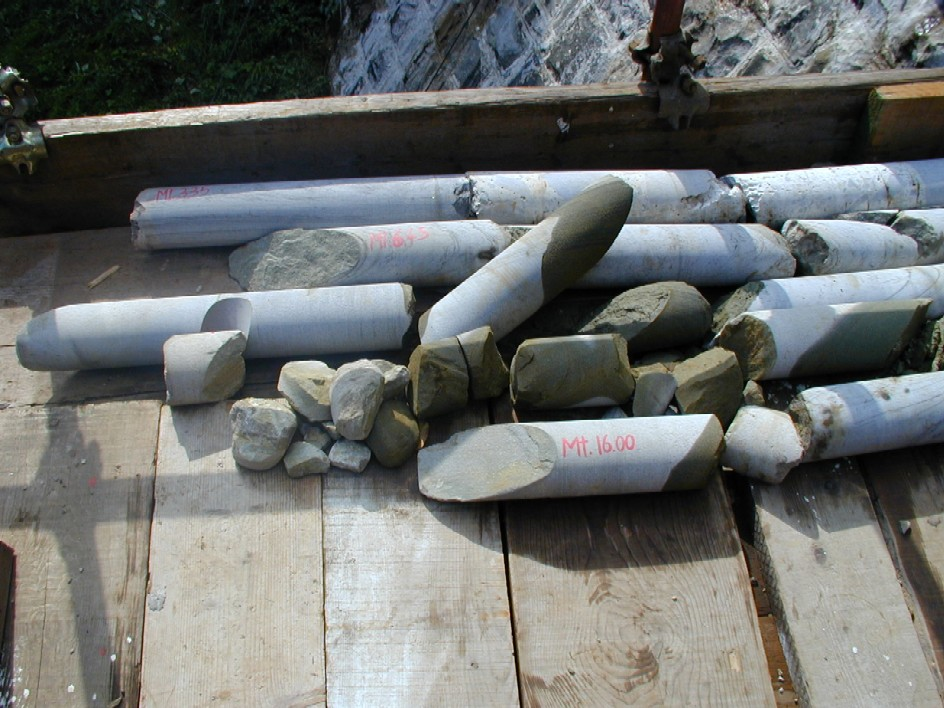
"Carote" di campionamento del corpo di una diga con indicazione della profondità raggiunta

Una volta indurito, si può risalire al valore della resistenza meccanica del calcestruzzo con l'ausilio di tecniche non distruttive (sclerometro, sonreb,ecc.) o mediante prove distruttive che consistono nel prelievo di carote di calcestruzzo.
Questi controlli di norma si effettuano su strutture esistenti o su strutture in fase di realizzazione qualora le prove su cubetti prelevati dal Direttore dei Lavori (o da un suo assistente) durante il getto abbiamo dato esito negativo e in generale ogniqualvolta la D.L. lo ritiene opportuno quando ad esempio ci sia un problema di scadente o inefficace compattazione e maturazione dei getti.
Secondo le NTC 2008 al punto 11.2.6 attraverso tali controlli sul calcestruzzo indurito il Direttore dei Lavori deve verificare che il conglomerato in opera abbia una resistenza non inferiore all'85% di quella di progetto.
Vediamo come si può procedere al controllo di accettazione con prove distruttive.
Dagli elaborati progettuali è noto il valore della resistenza caratteristica cubica Rck dal quale si può risalire al valore medio di progetto:
- Rcm = Rck + 10 (N/mm2);
- fcm = fck + 8 (N/mm2).

Le modalità di estrazione di carote sono riportate dalle UNI EN 12504-1.
È importante che la carota sia estratta:
- da una zona a bassa o nulla presenza di armature (prima del carotaggio andrebbe effettuata una prova non distruttiva con il pacometro),
- lontano da giunti, nodi strutturali o altri punti singolari;
- lontano dagli spigoli;
- lontano dall parti sommitali dei getti.

Prima di estrarre le carote è necessario aspettare un determinato periodo di tempo, (variabile in funzione delle temperature ambientali), in modo che il calcestruzzo in opera abbia raggiunto un grado di maturazione equivalente a quello dei provini (28 giorni alla temperatura di 20 °C).
Le carote estratte devono rispettare le seguenti relazioni dimensionali:
- D ≥ 3 dmax (diametro massimo dell'inerte)
- H ≈ 2 D o H ≈ D (non sono ammessi valori intermedi)

Una volta estratte, mediante una carotatrice elettrica, sulle carote devono essere riportati almeno l'indicazione della direzione di carotaggio (orizzontale o verticale) e del punto di estrazione.
Le estremità delle carote devono essere preparate (mediante molatura o cappatura), conformemente all'appendice A della UNI EN 12390/3 e sottoposte a una prova di compressione secondo le prescirizoni della UNI EN 12504-1.
I valori di rottura vengono opportunamente riconvertiti attraverso coefficienti correttivi poiché i risultati ottenuti da carote non coincidono con quelli che si otterrebbero se il provino cilindrico fosse stato confezionato durante il getto.
Ottenuto il valore medio in sito fsm da questo si ricava l'equivalente valore cubico Rsm dalla relazione:
- Rsm = 0,83 fsm (valida per H/D > 2)[22].

Secondo il p.to 11.2.6 delle NTC 2008 la verifica è superata se:
- Rsm ≥ 0,85 Rcm.

Questo deriva dal fatto che i provini confezionati durante il getto vengono compattati a rifiuto (grado di compattazione = 1) e stagionati in condizioni standard (20 °C e UR ≥ 95%) mentre nelle opere reali, il grado di compattazione, che influenza la resistenza meccanica del materiale, è di norma inferiore a 1 e le modalità di stagionatura in cantiere sono certamente diverse da quelle standard.
Pertanto la verifica della qualità del calcestruzzo, effettuata mediante le verifiche su provini cubici prelevati durante i getti, determina la bontà del materiale che arriva in cantiere ma potrebbe non essere esaustiva per stabilire l'idoneità del materiale posato in opera, che dipende dal costipamento effettuato e dal tipo di stagionatura a cui è sottoposto.
Per questo la normativa richiede che anche il valore della resistenza meccanica del calcestruzzo estratto direttamente dalla struttura sia non inferiore a 0,85 di quello teorico.
I fori da dove sono state estratte le carote devono essere riempiti con malta di cemento possibilmente a ritiro compensato.
Quando si demolisce un manufatto di calcestruzzo, armato o no, si può determinare la qualità della struttura analizzandone i frammenti.
Un buon calcestruzzo si riconosce dallo spacco che ha provocato il distacco del frammento: se la frattura ha investito in egual modo sia il legante sia gli inerti, come se questi fossero un unico materiale, allora il calcestruzzo era di ottima qualità; se, viceversa, gli inerti rimangono integri e lo spacco riguarda solamente il cemento, allora il manufatto era di cattiva qualità.

## Controlli dei documenti
Il Direttore dei Lavori deve:
- acquisire tramite l'imprenditore l'FPC per verificarne la sua validità;
- controllare, prima delle operazioni di scarico del calcestruzzo in cantiere, se il documento di trasporto (DDT) riporta gli estremi del certificato FPC;
- controllare che il DDT riporti tutti i parametri identificativi del calcestruzzo (classe di resistenza, classe di esposizione, classe di consistenza e diametro massimo degli aggregati) e la loro corrispondenza con quelli di progetto.

Se i controlli dei documenti non dovessero avere esito positivo il Direttore dei Lavori potrà, a seconda dei casi, rifiutare lo stabilimento (FPC non regolare) o la singola fornitura (DDT non regolare).

## Sostituzione del calcestruzzo
Con il tempo e Le sollecitazioni meccaniche, e calcestruzzo tende inevitabilmente a creparsi.
Anche i punti di rottura più piccoli diventano vie d'acceso per gli agenti atmosferici come l'acqua e l'aria, che corrono l'armatura in acciaio. Le strutture in calcestruzzo necessitano quindi di complessi interventi di manutenzione o di sostituzione periodica, specialmente nel caso di ponti, viadotti e autostrade. Dai primi anni Novanta è stato oggetto di ricerca l'idea di usare dei microbi per costruire un calcestruzzo autoriparante.
Un processo in cui il materiale di scavo viene scagliato via a 300 km/h è stato sviluppato da un'azienda svizzera Pittet Artisans.
 Il materiale ha proprietà paragonabili a quelle del calcestruzzo, ma costa meno ed emette molta meno CO2, secondo gli studi della Haute École d'ingénierie et de gestion du canton de Vaud.

### Normativa
- D.M. Infrastrutture del 14 gennaio 2008
- Circolare 2 febbraio 2009 n. 617/C.S.LL.PP.
- Consiglio Superiore dei LL.PP. - STC: Linee Guida sul calcestruzzo strutturale
- Consiglio Superiore dei LL.PP. - STC: Linee Guida sul calcestruzzo preconfezionato
- Consiglio Superiore dei LL.PP. - STC: Linee Guida su calcestruzzi strutturali ad alta resistenza
- Consiglio Superiore dei LL.PP. - STC: Linee Guida per la messa in opera del calcestruzzo strutturale e per la valutazione delle caratteristiche meccaniche del calcestruzzo indurito mediante prove non distruttive
- UNI EN 206-1: Calcestruzzo parte 1 - specificazione, prestazione, produzione e conformità
- UNI 11104: Calcestruzzo - specificazione, prestazione, produzione e conformità: istruzioni complementari per l'applicazione della EN 206-1
- UNI 11040:2003 Calcestruzzo autocompattante. Specifiche, caratteristiche, controlli